# 自治県

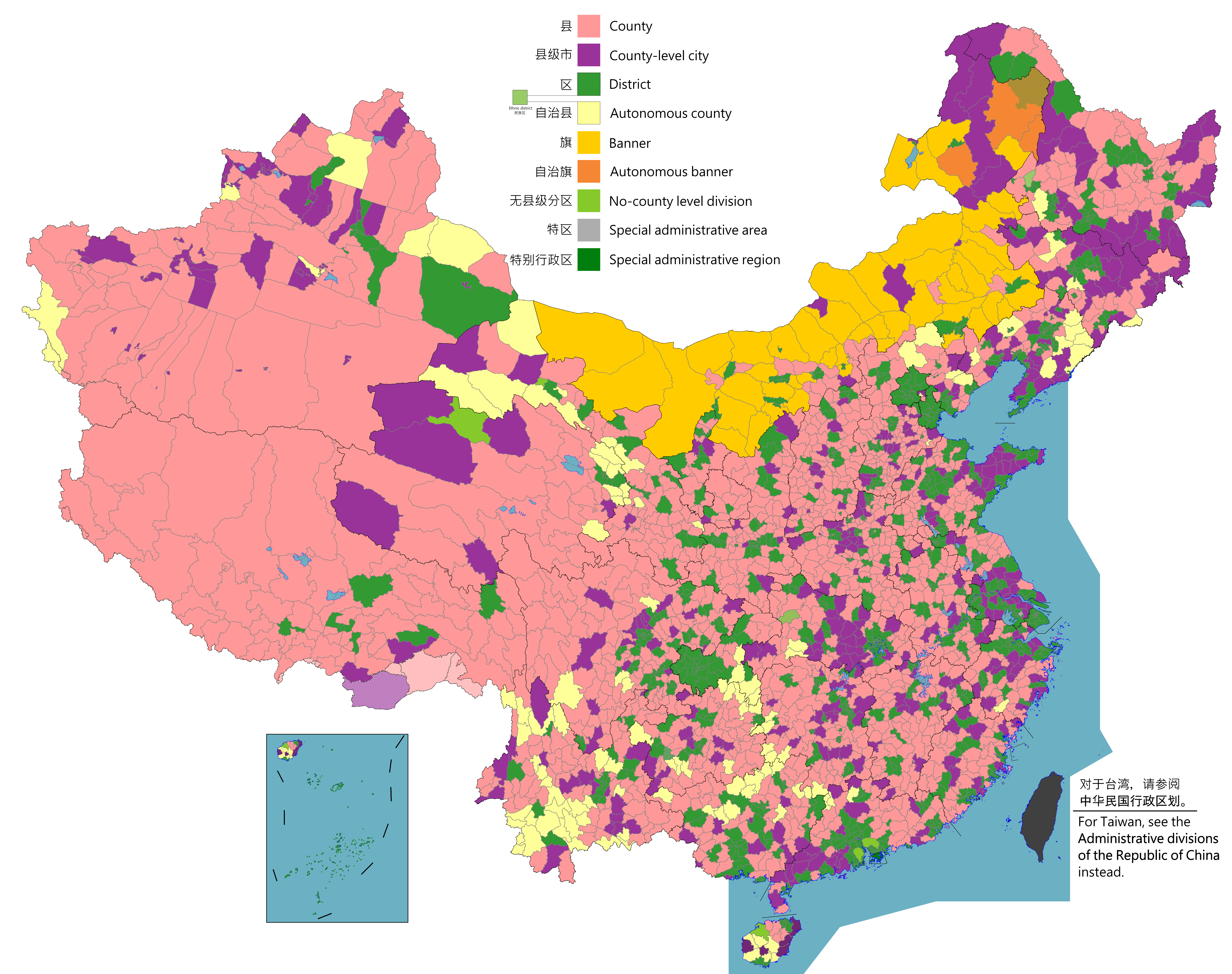
中華人民共和国における県級行政区の分布図。浅黄色は自治県

自治県（じちけん）は、中華人民共和国の民族区域自治行政体の一種である。全国に117の自治県がある。自治旗と自治県の違いは名称のみである。

## 自治県一覧

### 河北省6県
- 青竜満族自治県（秦皇島市、zh:青龙满族自治县、zh:秦皇岛市）
- 豊寧満族自治県（承徳市、zh:丰宁满族自治县、zh:承德市）
- 囲場満族モンゴル族自治県（承徳市、zh:围场满族蒙古族自治县、zh:承德市）
- 寛城満族自治県（承徳市、zh:宽城满族自治县、zh:承德市）
- 孟村回族自治県（滄州市、zh:孟村回族自治县、zh:沧州市）
- 大廠回族自治県（廊坊市、zh:大厂回族自治县、zh:廊坊市）

### 遼寧省8県
- 岫巖満族自治県（鞍山市、zh:岫岩满族自治县、zh:鞍山市）
- 清原満族自治県（撫順市、zh:清原满族自治县、zh:抚顺市）
- 新賓満族自治県（撫順市、zh:新宾满族自治县、zh:抚顺市）
- 寛甸満族自治県（丹東市、zh:宽甸满族自治县、zh:丹东市）
- 本渓満族自治県（本渓市、zh:本溪满族自治县、zh:本溪市）
- 桓仁満族自治県（本渓市、zh:桓仁满族自治县、zh:本溪市）
- 阜新モンゴル族自治県（阜新市、zh:阜新蒙古族自治县、zh:阜新市）
- カラチン左翼モンゴル族自治県（朝陽市、zh:喀喇沁左翼蒙古族自治县、zh:朝阳市）

### 吉林省3県
- 伊通満族自治県（四平市、zh:伊通满族自治县、zh:四平市）
- 長白朝鮮族自治県（白山市、zh:长白朝鲜族自治县、zh:白山市）
- 前ゴルロス・モンゴル族自治県（松原市、zh:前郭尔罗斯蒙古族自治县、zh:松原市）

### 黒竜江省1県
- ドルボド・モンゴル族自治県（大慶市、zh:杜尔伯特蒙古族自治县、zh:大庆市）

### 浙江省1県
- 景寧シェ族自治県（麗水市、zh:景宁畲族自治县、zh:丽水市）

### 湖北省2県
- 五峰トゥチャ族自治県（宜昌市、zh:五峰土家族自治县、zh:宜昌市）
- 長陽トゥチャ族自治県（宜昌市、zh:长阳土家族自治县、zh:宜昌市）

### 湖南省7県
- 城歩ミャオ族自治県（邵陽市、zh:城步苗族自治县、zh:邵阳市）
- 江華ヤオ族自治県（永州市、zh:江华瑶族自治县、zh:永州市）
- 新晃トン族自治県（懐化市、zh:新晃侗族自治县、zh:怀化市）
- 芷江トン族自治県（懐化市、zh:芷江侗族自治县、zh:怀化市）
- 通道トン族自治県（懐化市、zh:通道侗族自治县、zh:怀化市）
- 靖州ミャオ族トン族自治県（懐化市、zh:靖州苗族侗族自治县、zh:怀化市）
- 麻陽ミャオ族自治県（懐化市、zh:麻阳苗族自治县、zh:怀化市）

### 広東省3県
- 乳源ヤオ族自治県（韶関市、zh:乳源瑶族自治县、zh:韶关市）
- 連山チワン族ヤオ族自治県（清遠市、zh:连山壮族瑶族自治县、zh:清远市）
- 連南ヤオ族自治県（清遠市、zh:连南瑶族自治县、zh:清远市）

### 広西チワン族自治区12県
- 融水ミャオ族自治県（柳州市、zh:融水苗族自治县、zh:柳州市）
- 三江トン族自治県（柳州市、zh:三江侗族自治县、zh:柳州市）
- 竜勝各族自治県（桂林市、zh:龙胜各族自治县、zh:桂林市）
- 恭城ヤオ族自治県（桂林市、zh:恭城瑶族自治县、zh:桂林市）
- 隆林各族自治県（百色市、zh:隆林各族自治县、zh:百色市）
- 富川ヤオ族自治県（賀州市、zh:富川瑶族自治县、zh:贺州市）
- 都安ヤオ族自治県（河池市、zh:都安瑶族自治县、zh:河池市）
- 羅城モーラオ族自治県（河池市、zh:罗城仫佬族自治县、zh:河池市）
- 巴馬ヤオ族自治県（河池市、zh:巴马瑶族自治县、zh:河池市）
- 環江マオナン族自治県（河池市、zh:环江毛南族自治县、zh:河池市）
- 大化ヤオ族自治県（河池市、zh:大化瑶族自治县、zh:河池市）
- 金秀ヤオ族自治県（来賓市、zh:金秀瑶族自治县、zh:来宾市）

### 海南省6県
- 白沙リー族自治県（zh:白沙黎族自治县）
- 昌江リー族自治県（zh:昌江黎族自治县）
- 楽東リー族自治県（zh:乐东黎族自治县）
- 陵水リー族自治県（zh:陵水黎族自治县）
- 保亭リー族ミャオ族自治県（zh:保亭黎族苗族自治县）
- 瓊中リー族ミャオ族自治県（zh:琼中黎族苗族自治县）

### 重慶市4県
- 石柱トゥチャ族自治県（zh:石柱土家族自治县）
- 秀山トゥチャ族ミャオ族自治県（zh:秀山土家族苗族自治县）
- 酉陽トゥチャ族ミャオ族自治県（zh:酉阳土家族苗族自治县）
- 彭水ミャオ族トゥチャ族自治県（zh:彭水苗族土家族自治县）

### 四川省4県
- 馬辺イ族自治県（楽山市、zh:马边彝族自治县、zh:乐山市）
- 峨辺イ族自治県（楽山市、zh:峨边彝族自治县、zh:乐山市）
- ムリ・チベット族自治県（涼山イ族自治州、zh:木里藏族自治县、zh:凉山彝族自治州）
- 北川チャン族自治県（綿陽市、zh:北川羌族自治县、zh:绵阳市）

### 貴州省11県
- 道真コーラオ族ミャオ族自治県（遵義市、zh:道真仡佬族苗族自治县、zh:遵义市）
- 務川コーラオ族ミャオ族自治県（遵義市、zh:务川仡佬族苗族自治县、zh:遵义市）
- 鎮寧プイ族ミャオ族自治県（安順市、zh:镇宁布依族苗族自治县、zh:安顺市）
- 紫雲ミャオ族プイ族自治県（安順市、zh:紫云苗族布依族自治县、zh:安顺市）
- 関嶺プイ族ミャオ族自治県（安順市、zh:关岭布依族苗族自治县、zh:安顺市）
- 玉屏トン族自治県（銅仁市、zh:玉屏侗族自治县、zh:铜仁市）
- 松桃ミャオ族自治県（銅仁市、zh:松桃苗族自治县、zh:铜仁市）
- 印江トゥチャ族ミャオ族自治県（銅仁市、zh:印江土家族苗族自治县、zh:铜仁市）
- 沿河トゥチャ族自治県（銅仁市、zh:沿河土家族自治县、zh:铜仁市）
- 威寧イ族回族ミャオ族自治県（畢節市、zh:威宁彝族回族苗族自治县、zh:毕节市）
- 三都スイ族自治県（黔南プイ族ミャオ族自治州、zh:三都水族自治县、zh:黔南布依族苗族自治州）

### 雲南省29県
- 禄勧イ族ミャオ族自治県（昆明市、zh:禄劝彝族苗族自治县、zh:昆明市）
- 石林イ族自治県（昆明市、zh:石林彝族自治县、zh:昆明市）
- 尋甸回族イ族自治県（昆明市、zh:寻甸回族彝族自治县、zh:昆明市）
- 元江ハニ族イ族タイ族自治県（玉渓市、zh:元江哈尼族彝族傣族自治县、zh:玉溪市）
- 新平イ族タイ族自治県（玉渓市、zh:新平彝族傣族自治县、zh:玉溪市）
- 峨山イ族自治県（玉渓市、zh:峨山彝族自治县、zh:玉溪市）
- 寧洱ハニ族イ族自治県（普洱市、zh:宁洱哈尼族彝族自治县、zh:普洱市）
- 景東イ族自治県（普洱市、zh:景东彝族自治县、zh:普洱市）
- 鎮沅イ族ハニ族ラフ族自治県（普洱市、zh:镇沅彝族哈尼族拉祜族自治县、zh:普洱市）
- 景谷タイ族イ族自治県（普洱市、zh:景谷傣族彝族自治县、zh:普洱市）
- 墨江ハニ族自治県（普洱市、zh:墨江哈尼族自治县、zh:普洱市）
- 瀾滄ラフ族自治県（普洱市、zh:澜沧拉祜族自治县、zh:普洱市）
- 西盟ワ族自治県（普洱市、zh:西盟佤族自治县、zh:普洱市）
- 江城ハニ族イ族自治県（普洱市、zh:江城哈尼族彝族自治县、zh:普洱市）
- 孟連タイ族ラフ族ワ族自治県（普洱市、zh:孟连傣族拉祜族佤族自治县、zh:普洱市）
- 双江ラフ族ワ族プーラン族タイ族自治県（臨滄市、zh:双江拉祜族佤族布朗族傣族自治县、zh:临沧市）
- 滄源ワ族自治県（臨滄市、zh:沧源佤族自治县、zh:临沧市）
- 耿馬タイ族ワ族自治県（臨滄市、zh:耿马傣族佤族自治县、zh:临沧市）
- 玉竜ナシ族自治県（麗江市、zh:玉龙纳西族自治县、zh:丽江市）
- 寧蒗イ族自治県（麗江市、zh:宁蒗彝族自治县、zh:丽江市）
- 金平ミャオ族ヤオ族タイ族自治県（紅河ハニ族イ族自治州、zh:金平苗族瑶族傣族自治县、zh:红河哈尼族彝族自治州）
- 河口ヤオ族自治県（紅河ハニ族イ族自治州、zh:河口瑶族自治县、zh:红河哈尼族彝族自治州）
- 屏辺ミャオ族自治県（紅河ハニ族イ族自治州、zh:屏边苗族自治县、zh:红河哈尼族彝族自治州）
- 漾濞イ族自治県（大理ペー族自治州、zh:漾濞彝族自治县、zh:大理白族自治州）
- 巍山イ族回族自治県（大理ペー族自治州、zh:巍山彝族回族自治县、zh:大理白族自治州）
- 南澗イ族自治県（大理ペー族自治州、zh:南涧彝族自治县、zh:大理白族自治州）
- 蘭坪ペー族プミ族自治県（怒江リス族自治州、zh:兰坪白族普米族自治县、zh:怒江傈僳族自治州）
- 貢山トールン族ヌー族自治県（怒江リス族自治州、zh:贡山独龙族怒族自治县、zh:怒江傈僳族自治州）
- 維西リス族自治県（デチェン・チベット族自治州、zh:维西傈僳族自治县、zh:迪庆藏族自治州）

### 甘粛省7県
- 張家川回族自治県（天水市、zh:张家川回族自治县、zh:天水市）
- 粛南ユグル族自治県（張掖市、zh:肃南裕固族自治县、zh:张掖市）
- アクサイ・カザフ族自治県（酒泉市、zh:阿克塞哈萨克族自治县、zh:酒泉市）
- 粛北モンゴル族自治県（酒泉市、zh:肃北蒙古族自治县、zh:酒泉市）
- 天祝チベット族自治県（武威市、zh:天祝藏族自治县、zh:武威市）
- 東郷族自治県（臨夏回族自治州、zh:东乡族自治县、zh:临夏回族自治州）
- 積石山バオアン族ドンシャン族サラール族自治県（臨夏回族自治州、zh:积石山保安族东乡族撒拉族自治县、zh:临夏回族自治州）

### 青海省7県
- 大通回族トゥ族自治県（西寧市、zh:大通回族土族自治县、zh:西宁市）
- 民和回族トゥ族自治県（海東市、zh:民和回族土族自治县、zh:海东市）
- 互助トゥ族自治県（海東市、zh:互助土族自治县、zh:海东市）
- 化隆回族自治県（海東市、zh:化隆回族自治县、zh:海东市）
- 循化サラール族自治県（海東市、zh:循化撒拉族自治县、zh:海东市）
- 門源回族自治県（海北チベット族自治州、zh:门源回族自治县、zh:海北藏族自治州）
- 河南モンゴル族自治県（黄南チベット族自治州、zh:河南蒙古族自治县、zh:黄南藏族自治州）

### 新疆ウイグル自治区6県
- バルクル・カザフ自治県（クムル市、zh:巴里坤哈萨克自治县、zh:哈密市）
- タシュクルガン・タジク自治県（カシュガル地区、zh:塔什库尔干塔吉克自治县、zh:喀什地区）
- 焉耆回族自治県（バインゴリン・モンゴル自治州、zh:焉耆回族自治县、zh:巴音郭楞蒙古自治州）
- モリ・カザフ自治県（昌吉回族自治州、zh:木垒哈萨克自治县、zh:昌吉回族自治州）
- チャプチャル・シベ自治県（イリ・ハザク自治州、zh:察布查尔锡伯自治县、zh:伊犁哈萨克自治州）
- ホボクサル・モンゴル自治県（タルバガタイ地区、zh:和布克赛尔蒙古自治县、zh:塔城地区）